# Macrobiotus polonicus
Macrobiotus polonicus – gatunek niesporczaka z rzędu Parachela i rodziny Macrobiotidae. Opisany z Wielkopolskiego Parku Narodowego w 2003 roku; poza Polską znany tylko z Ukrainy. Żyje wśród mchów.

## Taksonomia
Gatunek ten opisany został po raz pierwszy w 2003 roku przez Giovanniego Pilato, Łukasza Kaczmarka, Łukasza Michalczyka i Oscara Lisiego. Epitet gatunkowy pochodzi od nazwy kraju z miejscem typowym. Odkryty on został w próbce mchu zebranej przez Łukasza Kaczmarka z betonowego elementu konstrukcyjnego w marcu 2002 roku w Wielkopolskim Parku Narodowym, w Polsce. Próbka ta zawierała 130 okazów i 47 jaj nowego gatunku, które posłużyły za materiał typowy. Holotyp i część paratypów zdeponowano w Sezione di Biologia Animale Uniwersytetu w Katanii, a pozostałą część materiału rozdzielono między Zakład Taksonomii i Ekologii Zwierząt na Wydziale Biologii Uniwersytetu im. Adama Mickiewicza a kolekcję jednego z autorów.
Takson ten wchodzi w skład grupy Macrobiotus hufelandi obejmującej 25 opisanych gatunków. Największe podobieństwo wykazuje do M. persimilis.

## Morfologia

### Postać dorosła
Niesporczak ten osiąga od 325 do 398 μm długości ciała. Jest ono bezbarwne, pokryte gładkim, nieziarenkowanym, acz wyposażonym w drobne, okrągłe do eliptycznych, słabiej zaznaczone niż u M. persimilis pory oskórkiem. 
Aparat gardzielowy ma przewód bukalny o długości od 34,4 do 41,4 μm i średnicy od 4,6 do 5,9 μm. Struktury wspierające sztylet osadzone są w tym przewodzie na 27,1–32,2 μm długości. Otwór gębowy ulokowany jest końcowo i zaopatrzony w 10 lamelli okołogębowych. Na uzębienie składa się niemal niewidoczna przednia przepaska ząbków, drobne ząbki przepaski tylnej oraz zestaw poprzecznych, listewkowatych zębów, z których trzy sztuki położone są grzbietowo i trzy brzusznie. W owalnej nabrzmiałości gardzieli leży rządek plakoidów o długości od 16,2 do 20,8 μm; obejmuje on trzy ich sztuki: pierwszy, przewężony pośrodku makroplakoid o długości od 9,4 do 11,9 μm, drugi makroplakoid o długości od 6,2 do 7,9 μm oraz mikroplakoid o długości od 3,2 do 4,1 μm.
Spośród czterech par odnóży te tylne mają dwie półkuliste nabrzmiałości boczne. Pazurki są dobrze wykształcone i mają dobrze rozwinięte czubki dodatkowe na głównych gałęziach. Odnóża mają również lunule, w przypadku ostatniej pary o wciętej tylnej krawędzi. Na trzech początkowych parach odnóży w sąsiedztwie lunuli leżą po dwa obszary zesklerotyzowanego oskórka.

### Jajo
Jaja są kuliste, biało ubarwione, o średnicy od 72,6 do 76,2 μm (od 82,6 do 87,1 μm licząc z opisanymi dalej wyrostkami). Pokryte są cienką na zaledwie 0,06 μm otoczką witelinową oraz trójwarstwową osłonką – chorionem. Chorion zaopatrzony jest w oddalone od siebie wyrostki o wysokości od 5,1 do 6,1 μm i szerokości u nasady od 5,2 do 6,7 μm. Ich kształt to niski, ścięty stożek o wierzchołku zaopatrzonym w dysk terminalny z 7–12 tępymi ząbkami. Średnica tegoż dysku z ząbkami włącznie wynosi od 4,9 do 6,3 μm. Wyrostki te powstają wskutek inwaginacji najbardziej zewnętrznej warstwy chorionu i pozostają puste w środku. Powierzchnia chorionu między wyrostkami jest gładka pod mikroskopem świetlnym, natomiast zdjęcia z SEM ujawniają jej pomarszczenie.

## Układ rozrodczy żeński i oogeneza
Żeński układ płciowy ma jeden woreczkowaty meroistyczny jajnik umieszczony grzbietowo i przyczepiony do ściany ciała nicią końcową, zawierającą dwa więzadła powstałe z wypustek komórek ściany jajnika. Jajnik podzielony jest na wypełnione niezróżnicowanymi oogoniami germarium oraz większe od niego, zawierające porozgałęziane klastry komórek zarodkowych witelarium. Z jajnika odchodzi pojedynczy jajowód otwierający się do światła kloaki. Ponadto samica ma zbiornik nasienny, służący do przechowywania spermy samca.
Proces formowania jaja (oogeneza) jest meroistyczny i składa się z trzech etapów: prewitelogenezy, witelogenezy i choriogenezy. Podczas prewitelogenezy cystocyty mają jednakowe rozmiary i kształty, duże jądra z dużymi jąderkami i połączone są stabilnymi mostkami cytoplazmatycznymi. W środkowym okresie witelogenezy jeden cystocyt z każdego klastra różnicuje się w oocyt, a pozostałe w trofocyty. Żółtko produkowane jest przez trofocyty i transportowane do oocytu mostkami cytoplazmatycznymi, ale również produkowane przez sam oocyt na drodze autosyntezy. W końcowym etapie witelogenezy oocyt wypełniony jest już kulkami żółtka. Choriogeneza rozpoczyna się od syntezy przez jednowarstwowy nabłonek ściany jajnika materiału na chorion. Materiał ten jest następnie uwalniany i stopniowo odkłada się na powierzchni oocytu. Gdy warstwa chorionu staje się szczelna następuje ostatni etap oogenezy polegający na wytworzeniu przez oocyt włóknistego materiału, który wydzielony między oolemmę a chorion tworzy otoczkę witelinową jaja.

## Ekologia i występowanie
Organizm briofilny, znajdowany wśród mchów.
W Polsce znany z Wielkopolskiego Parku Narodowego i okolic, w tym z Poznania. Poza Polską stwierdzono jego występowanie na Ukrainie.